# Edgar Kennedy
Edgar Livingston Kennedy (26 de abril de 1890-9 de noviembre de 1948) fue un actor cinematográfico cómico estadounidense conocido como "el rey del slow burn (quemadura lenta, aproximadamente)". Un slow burn es una expresión facial exasperada, interpretada de manera deliberada; Kennedy la exageraba frotando su mano sobre su cabeza calva y sobre su cara, en un intento de no perder los nervios. Posiblemente hoy en día Kennedy es mejor recordado por un pequeño pero memorable papel como vendedor de limonada en la película de los Hermanos Marx Sopa de Ganso.
Antiguo cantante y boxeador, Kennedy trabajó en cientos de filmes, empezando como un Keystone Kop (Policía Keystone) en 1914. Llegó a trabajar con los cómicos más importantes de los Estados Unidos, incluyendo a Fatty Arbuckle, Charlie Chaplin, El Gordo y el Flaco, los Hermanos Marx, Charley Chase, y la serie de La Pandilla. La constitución robusta de Kennedy le sirvió para trabajar en papeles de villano en el cine mudo. En la década de 1920 Kennedy trabajaba para el productor Hal Roach, quien mantenía al actor ocupado haciendo papeles de reparto en cortos cómicos. Kennedy destacó en un corto, A Pair of Tights (1928), en el cual interpreta a un tacaño determinado a gastar lo menos posible en un día. Sus travesuras con el cómico Stuart Erwin recuerdan las de las comedias de Laurel y Hardy con Roach. Roach también permitió a Kennedy dirigir, lo cual hizo con una docena de comedias.
En 1930 Edgar Kennedy fue escogido por RKO-Pathe para participar en un par de cortos cómicos, Next Door Neighbors y Help Wanted, Female. La caracterización de Kennedy fue tan efectiva que hizo una serie a partir de su personaje. Las comedias de The "Average Man" presentaban a Kennedy como un tipo borrascoso y testarudo determinado a llevar a cabo un proyecto en su hogar o a salir adelante profesionalmente, a pesar de la intromisión de su esposa cabeza hueca (usualmente interpretada por Florence Lake), su cuñado parásito (originalmente William Eugene, después Jack Rice) y su dudosa suegra (Dot Farley). Kennedy fue pionero de la comedia doméstica que posteriormente se hizo familiar en la televisión. The Edgar Kennedy Series, con su melodía "Chopsticks," llegó a ser una parte estándar del acto de ir al cine: Kennedy hizo seis cortos "Average Man" al año durante 17 años. 
Edgar Kennedy llegó a estar tan identificado con la frustración que prácticamente todos los estudios, grandes y pequeños, le contrataban para interpretar a personajes impulsivos. A menudo actuaba como policía bobo, detective, guardián de prisión, como personaje gruñón, camionero, o trabajador manual. Kennedy, ya confirmado como imagen de la frustración, incluso interpretó una película educativa titulada The Other Fellow, sobre la conducción de vehículos. 
Quizás sus papeles más inusuales fueron el de titiritero en la película de misterio The Falcon Strikes Back (1943), y el de camarero filósofo creador de exóticos cócteles en el último film de Harold Lloyd El pecado de Harold Diddlebock (The Sin of Harold Diddlebock, 1947).
Kennedy falleció a causa de un cáncer de garganta en 1948 en Woodland Hills (Los Ángeles), California, y fue enterrado en el Cementerio de Holy Cross en Culver City, California.